# Хьюс (аэропорт, Аляска)
Аэропорт Хьюс (англ. Hughes Airport), (ИАТА: HUS, ИКАО: PAHU, FAA LID: HUS) — государственный гражданский аэропорт, расположенный в 1,85 километрах к юго-западу от центрального делового района города Хьюс (Аляска), США.
По данным статистики Федерального управления гражданской авиации США услугами аэропорта в 2007 году воспользовалось 1 148 человек, что на 1 % (1 137 человек) больше по сравнению с предыдущим годом.

## Операционная деятельность
Аэропорт Хьюс находится на высоте 91 метр над уровнем моря и эксплуатирует одну взлётно-посадочную полосу:
- 17/25 размерами 1030 х 30 метров с гравийным покрытием.[1]

За период с 31 декабря 2005 года по 31 декабря 2006 года Аэропорт Хьюс обработал 1 480 операций взлётов и посадок самолётов (в среднем 123 операций ежемесячно), из них 74 % — аэротакси, 25 % — авиация общего назначения и 1 % — составили рейсы военной авиации.